# کلجاه
کَلَجاه نام روستایی در استان آذربایجان شرقی است. این روستا با جمعیتی حدود ۲۰۰۰ نفر تابع شهرستان اسکو و در فاصله ۵ کیلومتری شهر اسکو واقع شده‌است. به دلیل نزدیکی به شهر اسکو و شهر جدید سهند و مرکز استان، کلجاه به آرامی رنگ و بوی شهری به خود گرفته و بافت روستایی آن تا حدودی تغییر کرده‌ است. تا جایی که هم‌ اکنون ۸۰ درصد شاغلین این روستا در کارخانجات و ادارات دولتی و غیردولتی تبریز و اسکو مشغول به کار هستند.
باغ‌های گردو و زردآلوی این روستا از شهرت خاصی برخوردار است. همچنین از دیر باز وجود آب‌های زیرزمینی و دارا بودن قنات‌های متعدد یکی از عوامل شهرت این روستا بوده‌ است. کلجاه محل تولد فرهاد باقرزاده کلجاهی یکی از نوابغ شیمی جهان است.
متینک
هیئت بارانلویی های مقیم کلجاه

## جغرافیا
کلجاه روستایی است سردسیر همجوار با کوهپایه‌های سهند که با ارتفاع ۱۴۰۰ متر از سطح دریا و در موقعیت شرقی دریاچه ارومیه قرار گرفته‌ است. این روستا در بین شهرهای اسکو و خسروشاه واقع شده است.

## وجه تسمیه
دو مورد درباره وجه تسمیه کلجاه وجود دارد که از لحاظ اعتباری به ترتیب بیان می‌شود:
1. کلجاه در قدیم دهی بود آباد که دور آن را حصار کرده بودند و دروازه‌های برای ورود و خروج آن وجود داشت بنابراین به آن قلعه گاه می‌گفتند که رفته رفته به گله جاه و سپس به کله جاه و اخیراً نیز کلجاه می‌گویند.
2. زمانی که خسروشاه در خسروشهر امروزی مسکن گریده بود و شهر ایلخچی محلی به عنوان نگهداری اسب‌ها مورد استفاده می‌شد کلجاه نیز به عنوان محلی برای نگه‌داری کالا استفاده می‌شد که به آن کالا گاه می‌گفتند که رفته رفته به کلجاه تبدیل شده‌است.

## قنات‌ها
قنات‌های واقع در کلجاه و باغات اطراف:
دوزَبان - تازه‌چشمه (خشکیده)- کوماران - محمدآباد - پَریسلی - پَرزآب - وزیران - قیزدرما - بالاگول - اوزوار - علی‌آباد - حاج عبدالخالق - احمدان - بیلدیردان - تیفان - پیلاوان - جیماوان - کتی‌باغ - حاج اباذر

## مدرسه امیرنظام
در سال ۱۳۲۲ (ش) آقایان میر جواد سجادی، یوسف طهماسبی، محمد جمشیدی و میر ستار حسینی و دیگر فرهنگ دوستان و خیر اندیشان در خواست تأسیس دبستان نمودند که با تحمل زحمت و ایثار و با کمک مادی در دوره نمایندگی اردشیر طلوعی نماینده فرهنگ و اوقاف اسکو آموزشگاه نو بنیاد دو کلاسه «امیر نظام» را که در سال ۱۳۱۹ در اسکو دایر بوده به کلجاه منتقل و از این تاریخ کلمه «کلجاه» به نام اصلی آموزشگاه افزوده شد و بنام آموزشگاه «امیر نظام کلجاه» نامیده گردید. این آموزشگاه قبلاً در حیاط موقوفه مرحوم میر یوسف دائر بود و به علت ازدیاد شاگردان به ساختمان جدید و بزرگی نیاز بود که این کار هم در اثر تقاظای اهالی برای ثبت نام فرزندان خود و همچنین در اثر فعالیت و تبلیغات آقای محمد علی شمشیری میلانی که در مساجد و محلات ترتیب داده می‌شد، اهالی تشویق شده تصمیم به ساختن ساختمان بزرگ برای دبستان شدند، که در دوره نمایندگی آقای ابوالفظل سعید پورآذر، آقای محمد جممشیدی نسبت به نیم سهم و آقایان حاج میر احمد طباطبائی و حاج میر محمود طباطبائی و حاج رضا فردوسی و میر محمد طباطبائی نسبت به نیم سهم دیگر ساختمان دبستان یک طبقه رو به جنوب با چهار اتاق از روز جمعه ۲۴/۱/۱۳۲۵ (ش) در یک جمع فرهنگی طی برپایی جشن با شکوه، سنگ بنای مدرسه را گذاشته و عملیات ساختمانی آنرا آغاز نمودند. بعداً در سالهای ۱۳۲۷ و ۱۳۲۸، در نتیجه تشویق آقای اسدالله اصغرزاده مدیر دبستان و آقای حسین واعظ دو باب اتاق دیگر احداث و نیز نسبت به دیوار کشی و رفع سایر نواقص اقدام کردند. و بعدها آقای حمزه یاوری مدیر مدرسه با تشویق مالکین، دبستان ۶ کلاسه مذکور را به وزارت فرهنگ اهداء نمودند.
لازم به توضیح است که اولین مدرسه در اسکو بنام «رضویه» در محله سبزه میدان در سال ۱۳۲۸ قمری تقریباً برابر با ۱۲۸۹ شمسی یعنی ۱۰۷ سال پیش تأسیس شده‌است و دبستان امیر نظام کلجاه بعد از ۳۶ سال به بهره‌برداری رسیده‌است! ضماً باز اگر این مدرسه را با تاریخ تأسیس دبستان شاپور اسکو در سبزه میدان (زمین کانون فعلی و مدرسه شهید رحیم پور) یعنی ۱۳۰۸ مقایسه کنیم خواهیم دید که دبستان امیر نظام بعد از ۱۷ سال از تاریخ تأسیس دبستان شاپور افتتاح شده‌است!
ضمناً با توجه به مطالب بالا «دبستان امیر نظام» در سال ۱۳۱۹ شمسی قبلاً در اسکو فعال بود که بعداً به کلجاه انتقال داده شده‌است!
نوشته مهدی عارفی اسکوئی

## بزرگان علم و دانش
1. خواجه عبدالوهاب کلجاهی
2. قطب الدین کلجاهی
3. میرجواد سجادی
4. یوسف طهماسبی
5. محمد جمشیدی
6. میرستار حسینی
7. میراحمد طباطبائی
8. میرمحمود سجادی
9. ابراهیم کلجاهی
10. دکتر حمید پاشایی (ارتوپد)
11. دکتر جمشید فتحی (استاد سابق دانشگاه شیراز)

## آثار تاریخی و فرهنگی

### قبرستان تاریخی کلجاه
در ورودی روستا قرار دارد و جاده اسکو و خسروشهر آن را به دو نیم تقسیم کرده که در قسمت بالای آن قبرهای مشایخی بنامهای (قطب الدین کلجاهی – ابراهیم کلجاهی – شیخ عبدالوهاب کلجاهی – عثمان بن علی) وجود دارد و در کتاب تاریخ آذربایجان از این قبرستان نوشته نیز وجود دارد.

### حمام عمومی کلجاه
در قدیمی‌ترین محله کلجاه واقع است و ساختمان آن به صورت زیرزمین و طاق با سنگ و خاک رس می‌باشد و مربوط به دوره قاجار می‌باشد و در سال ۱۳۸۹ شمسی نیز از طرف سازمان میراث فرهنگی به ثبت ملی رسیده‌ است.